# Yerres
Yerres es una ciudad francesa, situada en el departamento de Essonne y en la región Isla de Francia.
Es miembro de la Communauté d'agglomération del Valle de Yerres, creada en el 2002.

## Geografía
Yerres está situada en el noreste de su departamento (siendo fronterizo con el de Valle del Marne), atravesado por el Yerres, río epónimo, y el Réveillon, un arroyo. El Monte Griffon, situado al noroeste de la ciudad, es el punto culminante del valle (116 m). La ciudad está situada entre Crosne (al oeste), Montgeron (al sudoeste), Brunoy (al sur), Villecresnes (Valle del Marne, al este) y Limeil-Brévannes (al norte). Forma parte de la aglomeración parisina. Está comunicada por una estación de ferrocarril del ramal D2 del RER D.

## Demografía
| 998 | 1 066 | 1 088 | 869 | 1 041 | 967 | 1 194 | 1 114 | 1 135 | 1 288 | 1 526 | 1 437 | 1 308 | 1 429 | 1 492 | 1 683 | 1 730 | 1 822 | 1 846 | 1 961 | 2 278 | 3 758 | 4 938 | 5 326 | 5 646 | 6 905 | 10 747 | 18 206 | 23 162 | 25 715 | 27 136 | 27 455 | 28 789 |
| Para los censos de 1962 a 1999 la población legal corresponde a la población sin duplicidades (Fuente: INSEE [Consultar]) |       |       |     |       |     |       |       |       |       |       |       |       |       |       |       |       |       |       |       |       |       |       |       |       |       |        |        |        |        |        |        |        |